# گمینا سکووشن
گمینا سکووشن (به لهستانی:  Gmina Skołyszyn) یک گمینا در لهستان است که در شهرستان یاسوو واقع شده‌است. گمینا سکووشن ۷۷٫۹۲ کیلومتر مربع مساحت و ۱۲٬۴۲۲ نفر جمعیت دارد.